# 三国山 (石狩山地)
三国山（みくにやま）は、北海道北見市と上川郡上川町と河東郡上士幌町の境界にある標高1,541mの山。大雪山系の東部に位置し、石狩山地に属する。
山名は、明治初期に北海道に置かれた旧制の国名で、北見国、石狩国、十勝国の三つの境界付近にあったことに由来する。北海道を取り巻く三つの海域（日本海、オホーツク海、太平洋）へ流れ下る川の源流が集まる「北海道大分水点」が山中にある。

## 北海道大分水点
最高地点（1541.4m）には三角点（点名は「三国嶺」）が設定されている。そこから約300メートル西、標高1532メートルの地点が旧三国および現在の三つの市町の境界であり、「北海道大分水点」であることを示す石碑が北海道森林管理局により2019年に建てられた（北緯43度35分42.3秒 東経143度08分33秒 / 北緯43.595083度 東経143.14250度）。ここを本支流の源流域とする石狩川は日本海へ、常呂川はオホーツク海へ、十勝川は太平洋へそれぞれ注ぐ。
以前からそれに気づいていた人がいた可能性もあるが、北見市在住の野尻拓己が2002年に地図を見て気づいて現地を訪れ、留辺蘂町（現在は北見市の一部）の町長に「北海道大分水点」の名称を提案。2019年から国土地理院のウェブ地図にも掲載された。

## 登山ルート
三国峠の下を貫く「三国トンネル」の上川側から、北海道大分水点を経由し最高地点に至るコースがある。